# Прудников, Михаил Сидорович
Михаил Сидорович Прудников (2 [15] апреля 1913 — 24 июня 1995) — советский военнослужащий, партизан, генерал-майор (1970), Герой Советского Союза (1943), член Союза писателей СССР. Во время Великой Отечественной войны командир партизанской бригады «Неуловимые» на временно оккупированной территории Белорусской ССР.

## Биография
Родился в селе Новопокровка Почитанской волости Мариинского уезда Томской губернии (ныне — село в Ижморском районе Кемеровской области). Окончил неполную среднюю школу. В 1930 году по путёвке комсомола направлен в Томск на работу в Западно-Сибирском пароходстве (речной флот Обского бассейна). Служил матросом на буксирном пароходе «Новосибирск».
В пограничных войсках и органах государственной безопасности с 1931 года. Служил красноармейцем в 15-м Алма-Атинском полку войск ОГПУ. В 1933 году был направлен на учёбу во 2-ю Харьковскую пограничную школу, после её окончания в 1935 году назначен комендантом этой школы. Член ВКП(б)/КПСС с 1937 года. В 1940—1941 годах М. С. Прудников — курсант Высшей пограничной школы НКВД СССР в Москве.
С июля 1941 года М. С. Прудников — командир боевой группы 9-го отряда специального назначения 3-го батальона 1-й мотострелковой бригады Войск Особой группы при НКВД СССР, с 1 августа 1941 года — командир пулемётной роты в этой же бригаде.

26 августа 1941 года со всем личным составом и материальной частью пулемётной роты переведён во 2-ю мотострелковую бригаду Войск Особой группы при НКВД СССР и назначен на должность начальника разведывательного отделения бригады, а позднее — на должность командира 1-го батальона 2-го мотострелкового полка Отдельной мотострелковой бригады особого назначения войск НКВД (ОМСБОН), сформированной из Войск Особой группы при НКВД СССР в начале октября 1941 года. Принимал участие в битве за Москву.
С февраля 1942 по май 1943 годов М. С. Прудников командир оперативной группы, а затем партизанской бригады «Неуловимые» в тылу немецких войск.
Подполковник М. С. Прудников руководил боевыми действиями партизан в Витебской и Барановичской областях. Отряды совершали крупные диверсии, громили вражеские гарнизоны, нанося гитлеровцам ощутимый урон в живой силе и технике.
Указом Президиума Верховного Совета СССР от 20 сентября 1943 года за образцовое выполнение боевых заданий командования на фронте борьбы с немецко-фашистскими захватчиками и проявленные при этом мужество и героизм подполковнику Прудникову Михаилу Сидоровичу присвоено звание Героя Советского Союза с вручением ордена Ленина и медали «Золотая Звезда» (№ 1749).
С 1943 года М. С. Прудников служил в органах государственной безопасности. В 1953 году он окончил Военно-юридическую академию. Занимался преподавательской деятельностью. На короткое время был назначен Начальником разведки Главного Управления пограничных войск.
В 1970 году постановлением Совета Министров СССР полковнику М. С. Прудникову присвоено воинское звание «генерал-майор».
С 1980-х годов генерал-майор М. С. Прудников в отставке. Жил в Москве. Умер 24 июня 1995 года. Похоронен на Троекуровском кладбище в Москве (участок 3).
Награждён двумя орденами Ленина, тремя орденами Красного Знамени, орденом Отечественной войны I степени, двумя орденами Красной Звезды, медалями.

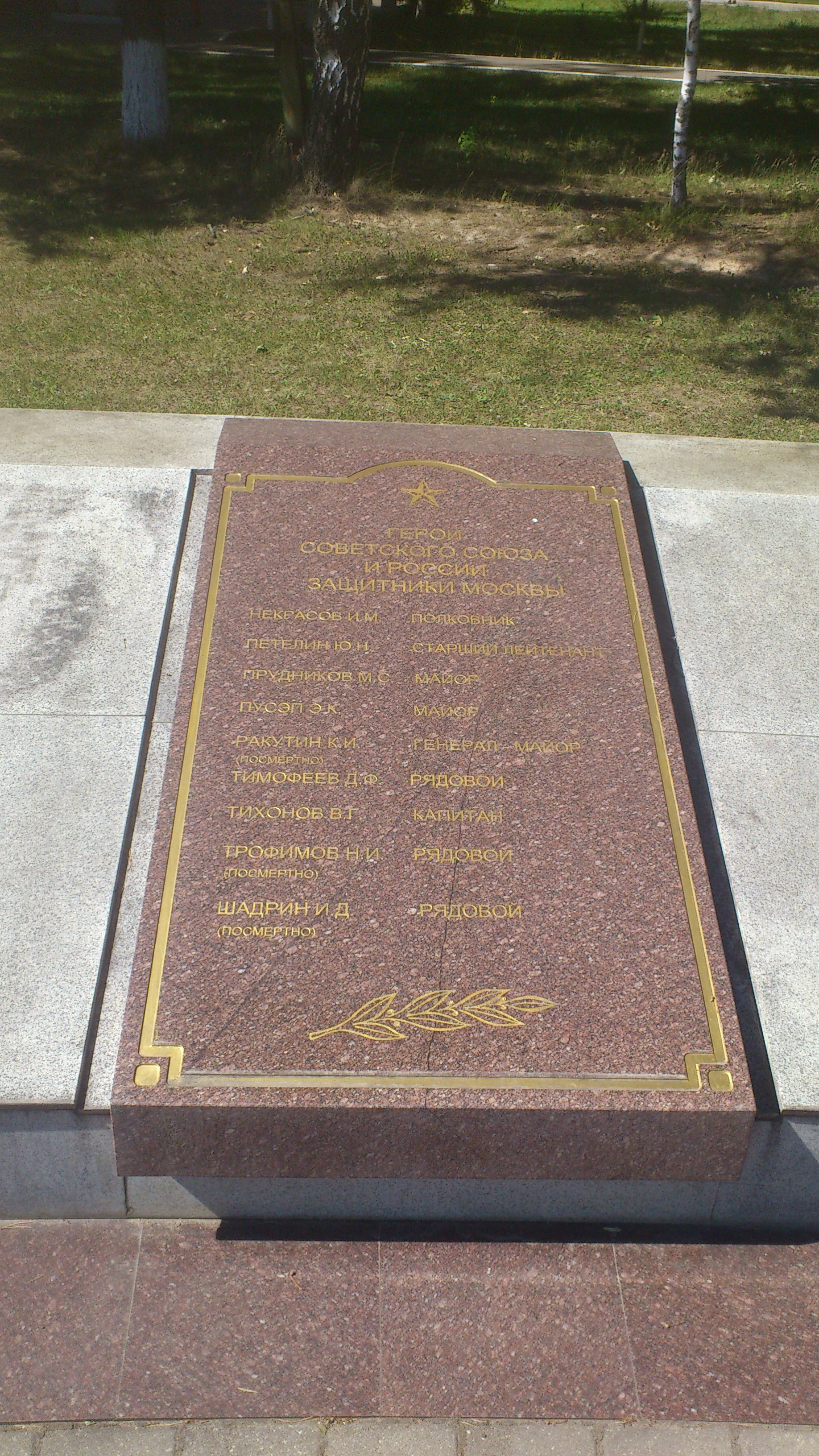
Имя М. С. Прудникова высечено на плите мемориального комплекса «Воинам-сибирякам».
Мемориальный комплекс «Воинам-сибирякам», Ленино-Снегирёвский военно-исторический музей.

## Сочинения
- Прудников М. С. Неуловимые действуют. — М.: Воениздат, 1965. — 176 с. — (Военные мемуары). — 100 000 экз.
- Прудников М. С. Особое задание. — М.: Молодая гвардия, 1969. — 304 с. — (Стрела). — 100 000 экз.
- Прудников М. С. Разведчики «Неуловимых». — М.: Советская Россия, 1972. — 286 с. — 100 000 экз.
- Прудников М. С. Операция «Феникс». — М.: Воениздат, 1975. — 256 с. — 200 000 экз.
- Прудников М. С. Пароль получен. — М.: Политиздат, 1980. — 280 с. — 200 000 экз.
- Прудников М. С. На линии огня. — М.: Советская Россия, 1989. — 336 с. — 75 000 экз. — ISBN 5-268-00710-6.

Автор сценария фильмов «Как вас теперь называть?», снятого в 1965 году режиссёром Владимиром Чеборатёвым, и «Оленья охота», снятого в 1981 году режиссёром Юрием Борецким.